# Snagov
Snagov is een gemeente in het Roemeense district Ilfov en ligt in de regio Muntenië in het zuidoosten van Roemenië. Snagov ligt ongeveer 40 km ten noorden van Boekarest.
De gemeente telt 5720 inwoners (2005). De naam Snagov komt van het Zuid-Slavische woord (waarschijnlijk Bulgaars) sneg, dat sneeuw betekent.

## Geschiedenis
Rond 1400 is Snagov gesticht, en gebouwd rondom het Snagovklooster, in Walachije.
De eerste vermelding van Snagov is in een document uit 1408 door Mircea cel Bătrân (Mircea de Oudste).
Na de Revolutie (1989) begon het dorp erg toeristisch te worden.
De meeste toeristen gaan naar het Snagov-meer en klooster.
In 2002 besloot de Roemeense regering om hier in Disneylandstijl een pretpark, "Dracula Park", te bouwen in Snagov, maar later werd dit idee weer afgewezen. Deze locatie werd uitgekozen omdat Vlad Țepeș hier begraven is.
Hoofdpersoon Graaf Dracula is op Vlad Țepeș gebaseerd in Bram Stoker's boek Dracula.

## Geografie
De oppervlakte van Snagov bedraagt 88 km², de bevolkingsdichtheid is 65 inwoners per km².
De gemeente bestaat uit de volgende dorpen: Snagov, Ciofliceni, Ghermănești, Tâncăbești, Vlădiceasca.

## Politiek
De burgemeester van Snagov is Apostol Musat (PD).

## Toeristische attracties
- Snagov-meer, dat een oppervlakte van 5,75 km² heeft
- klooster van Snagov, dat op een eiland in het meer ligt. Vlad Țepeș is hier begraven
- Siliștea Snagovului, een kerk die gebouwd is in 1664
- Snagov-bos, de laatste overblijfselen van het  Codrii Vlăsiei-bos dat vroeger Boekarest insloot